# Зенаїда північна
Зенаїда північна (Zenaida macroura) — вид голубових. Горлиця названа на честь принцеси Зенаїди Бонапарт, дружини французького орнітолога Шарля Бонапарта. Є одним з найзвичайніших і найпоширеніших птахів Північної Америки. Етимологія: «macroura» — з грецької довгохвоста.

## Поширення
Багамські острови, Беліз, Бермуди, Канада, Кайманові острови, Колумбія, Коста-Рика, Куба, Домініканська Республіка, Сальвадор, Гватемала, Гаїті, Гондурас, Ямайка, Мексика, Нікарагуа, Панама, Пуерто-Рико, Сен-П'єр і Мікелон, Теркс і Кайкос, Сполучені Штати. Ареал майже на 11 мільйонів квадратних кілометрів. Приблизна кількість особин даного виду: 475 000 000. На нього полюють як для спорту так і м'яса.

## Поведінка
Розмножується в різних середовищ існування, починаючи від рідколісся до напівпосушливих пасовищ, але в межах досяжності води. В основному є один партнер одночасно. Самиця відкладає рівно два яйця. Іноді, однак, вона відкладає яйця в гнізда інших пар, що призводить до трьох-чотирьох яєць в гнізді. Яйця маленькі і білі. Обидва батьки висиджують яйця і піклуються про своїх пташенят. Пташенята вилуплюються через 14 днів. Дорослі зазвичай їдять тільки насіння, молодь голубине молоко. Вони часто ковтають гравій або пісок, для допомоги в обробці їжі. Птах є сильним льотчиком і може літати зі швидкістю до 88 км/год. Під час сну голова спочиває між плечима, близько до тіла, і не заправлена під пір'я, як робить більшість видів. Найбільші хижаки цього виду це соколи і яструби. Під час гніздування воронові, домашні коти, вивірки, деякі змії можуть полювати на яйця. Живуть 6—7 років у дикій природі, але один екземпляр жив до 19,3 років.

## Морфологія
Довжина: 28–33 см, вага 85—170 г, розмах крил: 37–45 см, яйце 28 на 32 мм. Схожа на голуба формою і розміром. Має тьмяно-коричневий колір з вохристо-коричневою головою, шиєю і низом, кільця навколо очей блідо-блакитні. Деякі чорні плями видно на крилах, а також одне під вухом. Довгий хвіст темнішає до кінчика. Самиця тьмяніша і має коротший хвіст. Сидить з трьома пальцями по напрямку руху і один назад. Ноги короткі й червонуватого забарвлення. Дзьоб невеликий і темний, як правило, це суміш коричневого і чорного.